# Hôpital et chapelle Saint-Julien de Laval
Pour les articles homonymes, voir Hôtel-Dieu et Chapelle Saint-Julien.
Hôpital et Chapelle Saint-Julien de Laval. Cette chapelle se situe à Laval. L'hôpital a disparu et s'est nommé aussi Saint-Joseph au XIXe siècle. Quoique l'hôpital Saint-Julien soit établi hors du territoire de la Trinité, il appartient aussi à cette paroisse puisque c'est pour les besoins de ses habitants qu'il fut fondé.

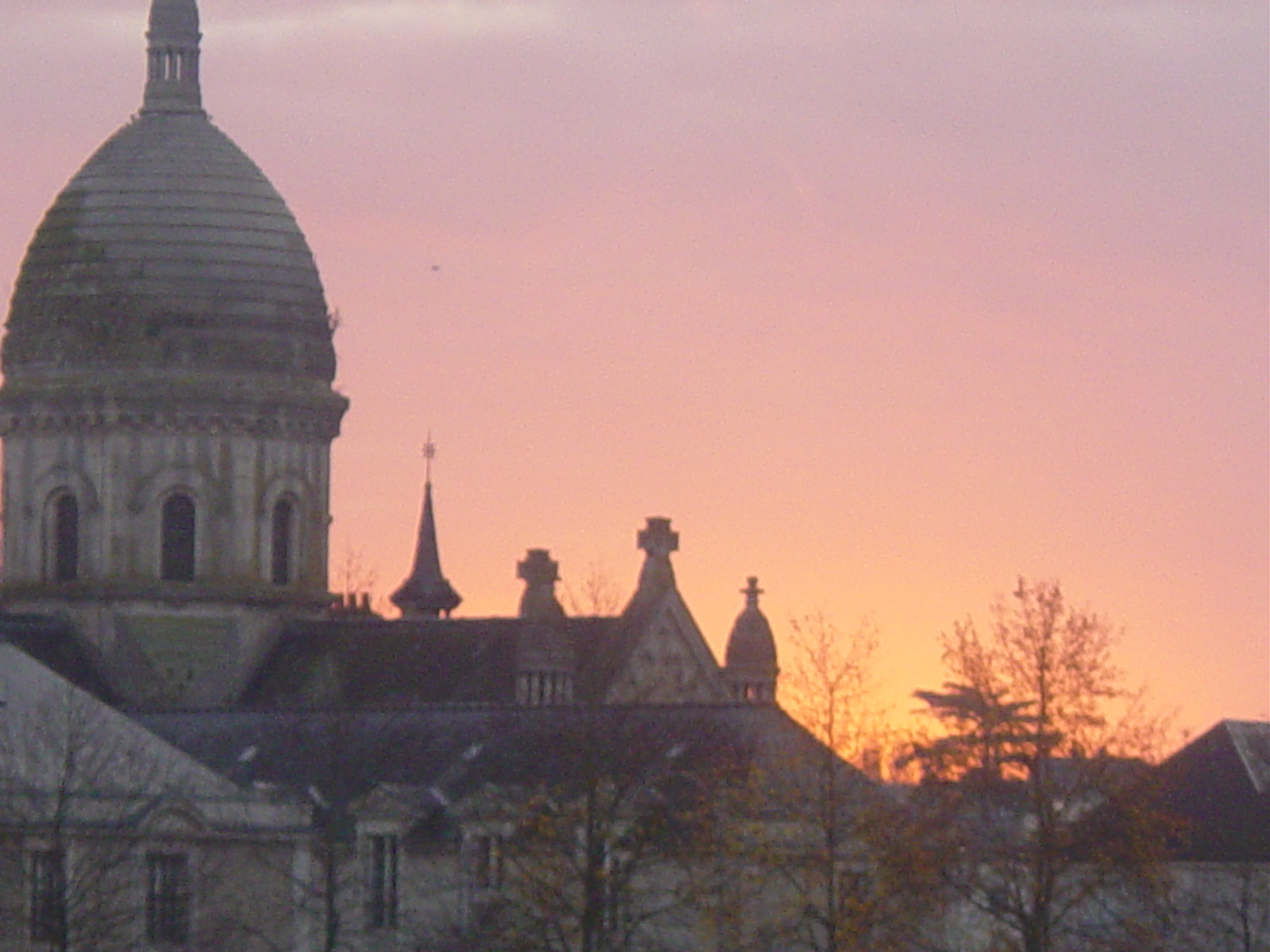
Chapelle Saint-Julen Laval

## Histoire de l'église
La ville de Laval avait dès le IXe siècle, son église de Julien du Mans. C'était, non une église paroissiale, mais la chapelle de la Maison-Dieu, bâtie à l'extrémité du pont, du côté opposé à la ville. Cette maison hospitalière était en même temps un bénéfice assez considérable, ordinairement conféré à un personnage de distinction. Le service de l'hôpital, pour le spirituel et pour le temporel, était sous la direction d'un chapelain résidant. 
L'époque précise, à laquelle l'église de Saint-Melaine devient un prieuré dépendant de l'Abbaye Toussaint d'Angers, ne nous est pas connue. Dès le commencement du XIIIe siècle, comme curé de la paroisse de Saint-Melaine, après une contestation avec les administrateurs de l'aumônerie de Saint-Julien du Pont de Laval, placée sur son territoire, l'abbé de Toussaint fait à l'aumônerie l'abandon des droits curiaux qui peuvent appartenir au prieuré sur les malades et les gens de service de l'hospice. C'est le plus ancien titre que nous ayons dans lequel il soit fait mention de Saint-Melaine et de son église, comme paroisse.
Cette église, qui fut sans doute reconstruite plusieurs fois, ou du moins agrandie et modifiée, subsistait encore au XIXe siècle ; ainsi fut-elle, pendant dix siècles, le centre principal du culte de saint Julien pour toutes les populations voisines. La fête du saint patron s'y célébrait avec solennité et surtout avec un grand concours de peuple.
En 1830, l'antique église de Saint-Julien et les bâtiments presque ruinés de l'ancien hôpital ont été vendus à une société de spéculateurs qui a fait construire sur cet emplacement le bazar ou passage Saint-Julien.

## Archives
Les archives de l'hôpital ont échappé à la Révolution française; elles existent encore, et sont considérables. Le docteur Jean-Baptiste-Denis Bucquet, médecin de l'hôpital, en fit le dépouillement vers 1820, et pour résultat de son travail, il publia dans l' Annuaire du département de la Mayenne pour 1838, une Notice historique sur les hôpitaux de la ville de Laval.
Les archives des hôpitaux de Laval - Saint-Julien et Saint-Louis - sont conservées aux Archives départementales de la Mayenne. Elles ont été classées et ont fait l'objet d'une publication en 2000 et 2005 (2 volumes)

## Histoire de l'hôpital

### Fondation
On ne sait rien sur l'époque de sa fondation. Certains historiens indiquent la date au Xe siècle;
mais dès le XVe siècle on avait déjà perdu tous les titres qui auraient pu faire connaître la vérité sur ce point. Tout fait croire que cette fondation fut un bienfait des seigneurs de Laval. Dans les commencements il paraît que c'était simplement une aumônerie, dans laquelle on recevait des pauvres, des vieillards, des infirmes, c'est seulement plus tard que cet établissement devint aussi une maladrerie. On l'appelait la Maison-Dieu ou l'Aumônerie de Monsieur Saint Julien.

### Origine
Dans l'origine elle consistait uniquement en une salle basse au niveau de la Mayenne au bas de la Vallée de Saint-Julien. Plus tard on établit une grande salle contre la chaussée ou turcie du pont et au même niveau. Cette salle servait en même temps de logement aux pauvres et de chapelle pour le service divin. Plus tard encore, elle ne conserva que cette dernière destination et Guy XVI de Laval fit construire pour les malades, en 1528, le long du mur de l'église, une sorte de galerie soutenue par des colonnes en granit dont la base était dans la rivière. Cette extension est supervisée par François de Laval, aumônier de Saint-Julien de Laval.

### Administration ecclésiastique
Dans les premiers temps, cette maison était administrée par des personnes composant une sorte de confrérie, et prenant la qualité de frères et de sœurs de l'aumônerie. On ne sait rien sur leur organisation. Cette corporation fut remplacée vers la fin du XIIIe siècle par des ecclésiastiques
qui formaient une sorte de chapitre, et qui eurent un cimetière particulier, qu'on appela le Cimetière-Dieu. Dans le XVe siècle, ce chapitre se trouva dissous. En 1431, il n'y avait plus à la tête de la Maison-Dieu qu'un ecclésiastique nommé Guillaume Porterie, qui prenait les qualités de licencié en droit, trésorier, prêtre et conseiller de Mesdames de Laval, maître et administrateur de la Maison-Dieu. Il prétendait tenir cette maison à titre de bénéfice ecclésiastique. Il ne résidait point, et déléguait à sa place un chapelain-receveur, chargé des détails de l'administration et qui lui rendait un compte en forme, comme à une autorité d'un ordre supérieur. Plusieurs maîtres administrateurs se succédèrent ainsi, et un d'eux alla jusqu'à vendre des celliers placés sous l'église; mais un de ses successeurs fit annuler cette vente. 
Jean le Bigot, prieur-curé de Saint-Melaine, et André Duval, aumônier et administrateur de l'aumônerie de Saint-Julien, firent, en 1450, un nouveau concordat.
Une maladie contagieuse régna vers 1483 et 1484, on établit une infirmerie à la Valette Saint-Martin, où, dans le XVIIe siècle, on commença l'établissement d'une maison d'incurables.

### Changement auXVIesiècle
L'administration de la Maison-Dieu fut changée au XVIe siècle. Le comte de Laval, Guy XVII de Laval, ou plutôt son tuteur car il était encore mineur, retira, le 8 février 1556, à Geoffroy Tartroux, maître de l'aumônerie, toute autorité sur cette maison, en lui laissant sur ses revenus une pension de 100 livres. En même temps la direction de l'établissement fut confiée à deux notables bourgeois. Guillaume Tartroux s'opposa à l'exécution de cette mesure; il en résulta un procès qui ne fut terminé que par un arrêt du parlement de Paris du 27 mai 1549 L'administration fut remise à trois bourgeois nommés pour trois ans par les officiers de justice du comté, qui pour faire ce choix devaient s'adjoindre six notables habitants.
À cette époque, la Maison-Dieu donnait ses secours à domicile, et recevait des malades, mais elle n'avait encore ni médecin, ni chirurgien chargé de les soigner. Ce fut seulement en 1577 qu'un chirurgien-barbier fut attaché d'une manière fixe à ce service. 
En 1584, pendant une cruelle épidémie, les administrateurs placèrent des malades qu'ils firent soigner comme dans leur établissement, à la Phelipotière, maison située dans la paroisse d'Avesnières, mais tout près de la ville

### XVIIesiècle
Jean Martinet travaille comme architecte à l'Hôpital Saint-Julien de Laval à plusieurs périodes : 1608-1613, 1619-1619. 
Quoique pour augmenter la Maison-Dieu on ait fait construire en 1619 un bâtiment dans la Vallée
de Saint-Julien et qu'on nomme la maison du Grand-Port, cependant on reconnut que le local était insuffisant, et on se détermina à former un établissement sur un plan plus vaste Nous ignorons la date de l'acquisition et des lettres patentes, mais les constructions nouvelles commencèrent en 1646, sous la direction de Sébastien Frin, l'un des administrateurs. Elles purent recevoir les malades en 1650, mais elles n'étaient pas encore achevées et ne le furent même que vers 1699; cependant dès l'année 1670, on avait pu recevoir un bien plus grand nombre de malades que dans l'ancienne Maison-Dieu, et en conséquence on avait supprimé les secours à domicile qui avaient été si long-temps en usage.
Mais l'amélioration la plus importante que reçut le nouvel établissement, c'est que le soin des malades y fut confié aux sœurs hospitalières de Saint-Joseph venues de la maison de l'Hôtel-Dieu de La Flèche. Elles n'étaient d'abord que six ; mais leur nombre ne tarda pas à s'augmenter. 
Un concordat avait été passé avec elles, devant Pierre Briand, notaire à Laval, le 20 juin 1648 D'après ces conventions, les sœurs ne devaient point traiter les personnes atteintes de certaines maladies et notamment de scrofules; cependant cette infirmité était très-répandue à Laval. Le bureau de l'hôpital se détermina à former pour elles un établissement séparé qui fut placé à la Valette. On lui donna le nom d'hôpital Saint-Liboire. On l'appelait aussi l'hôpital des Incurables, quoiqu'il fût destiné spécialement aux scrofuleux.
Jacques Le Clerc, sieur de la Ferrière, écuyer, avait fait à l'Hôpital Saint-Julien de Laval un legs important  à la charge de faire construire un autel dans la chapelle dudit hospital. François Vignier réalise cet autel en compagnie de l'architecte François Langlois.

### Anarchie
Paul Delaunay indique qu'une véritable anarchie régnait de 1699 à 1722 à l'hôpital Saint-Julien de Laval, tant les guérisseurs y étaient nombreux : François et Mathurin Devernay, Guillaume Savari, Tauvry, Dubourg-Guays, René Le Hirbec, Lemercier, Douard. En 1722, on n'en comptait plus que trois : Dubourg-Guays, Lemercier et Douard qui fut remplacé à sa mort par J. Deschamps ; en 1734, les abus reparurent et le désordre fut si grand que le bureau de l'hôpital décida de ne conserver qu'un seul médecin, Jean Deschamps ; les autres lurent remerciés, mais ne se retirèrent pas sans protester. De nouvelles contestations s'élevèrent au sujet du droit de nomination ; l'affaire alla jusqu'à Paris. En 1758, le procureur général Jolly de Fleury invita les administrateurs à admettre dans l'établissement tous les médecins et chirurgiens de Laval, et en 1764 tous avaient repris part en effet, comme par le passé, au traitement des malades.

### Saint-Liboire
Charles Maucourt de Bourjolly dit que La Valette avait été achetée par des personnes pieuses pour former cet établissement. Nous ne connaissons pas l'époque précise à laquelle il commença, mais il existait dans les premiers mois de 1711. ; une note de M. l'abbé Duchemin Du Tertre porte que le nommé Rabbé, premier malade admis à cet hôpital, mourut le 31 mai 1711, et fut enterré dans le cimetière de la Trinité. Il ajoute que les malades étaient soignés par la sœur Georget, jacobine, et par une Demoiselle du nom de Lilavois. Cet hôpital étant sous la direction des mêmes administrateurs et des mêmes médecins que celui de Saint-Joseph, on reconnut bientôt qu'il y avait de graves inconvénients à ce qu'ils fussent si éloignés l'un de. l'autre.

### Saint-Charles
Dès le 22 décembre 1711, il fut donc résolu que les incurables seraient transférés dans un bâtiment qu'on ferait construire auprès de Saint-Julien et dans an terrain qui en dépendait. On commença bientôt les travaux, et les malades furent installés en 1714 dans ce nouvel établissement qu'on appela l'hôpital Saint-Charles. 
Les religieuses répugnaient beaucoup à se charger de la direction des incurables. Elles consentirent seulement à le faire provisoirement, en attendant qu'on pût prendre d'autres mesures, elles demandaient même de temps en temps à en être déchargées. Cependant les choses demeurèrent en état jusqu'à la Révolution française.

## Anecdote
Les médecins de l'hôpital eurent aussi parfois maille à partir avec... leurs victimes. En novembre 1747, un soldat trépasse à l'hôpital Saint-Julien ; le chapelain arrive tranquillement pour procéder à l'inhumation ; mais de mort, point ; le tombeau est vide : et l'aumônier de courir à la recherche du défunt, et celui-ci de rester introuvable, et l'ecclésiastique d'écrire de sa plus belle encre un procès-verbal de ce fait extraordinaire. On apprit enfin que le médecin de quartier, Dubuisson, ayant eu besoin d'un sujet pour une démonstration publique d'anatomie avait fait enlever subrepticement et transporter nuitamment au Jeu de Paume l'infortuné soldat. Le 4 novembre, le cadavre disséqué fut ramené dans sa chapelle sépulcrale, et le chapelain invité à lui rendre les derniers devoirs ; mais le bonhomme prétendit qu'on lui avait changé son mort, refusa de l'enterrer et rédigea un nouveau procès-verbal. Il fallut que Dubuisson intervienne en personne témoigner de l'identité de feu son client.

### Révolution française
La communauté de Saint-Joseph eut moins à souffrir que les autres établissements religieux pendant cette époque. En vertu des lois du temps, les religieuses consacrées au service des malades ne devaient point être expulsées de leurs maisons. Plusieurs des hospitalières furent incarcérées ; mais en résultat le gros de la communauté continua toujours d'occuper la maison. L'hôpital avait été déclaré hospice militaire ; il était dirigé par des employés du gouvernement, et les bonnes sœurs n'eurent plus à donner leurs soins qu'à quelques malades de la ville, qu'il leur fut permis de recevoir dans le bâtiment des Incurables. Mais après la fin de la Terreur, on leur rendit la direction de tout l'établissement. 
Les religieuses rentrèrent en possession de leur église dans laquelle on avait longtemps placé des malades ; L'hôpital des Incurables ne fut point rétabli ; on se borna à recevoir pour leur vie un certain nombre de personnes des deux sexes atteintes d'infirmités permanentes, qui furent placées dans les salles communes. On permit à la communauté de placer dans le bâtiment de Saint-Charles un pensionnat de jeunes personnes dont les bénéfices se trouvaient lui être très-nécessaires.

## Fête de Saint-Julien
Le prêtre-chapelain requérait, ce jour-là, le secours de chantres et d'officiers étrangers. En 1409, c'est Collinet, chantre de la collégiale des Trois-Maries de Montsûrs, accompagné de ses deux clercs ; en 1426, ce sont messires Jean Regnard, Guillaume Lecerre, Jean Jeuseau, Jean Pélisson ; en 1448, sont invités les chantres du chapitre de Saint-Tugal, avec le maistre d'escolle et ses enfants. L'office commençait dès la veille, ou la nuit peut-être pour le chant des Matines ; le 27 janvier, il y avait messe « à note » et solennelle. 
L'hôpital possédait pour ses offices propres ung psaultier fériel et ung grael de Monsieur sainct Julian, noté. La cérémonie caractéristique de cette fête lavalloise était le chant, par un enfant, de la vie de saint Julien. En 1410 on donna dix deniers à celuy qui dist la vie ; en 1466 le filz Jehan Lemaczon, lequel leut et chanta ia vie de Monseigneur sainct Julian le jour de la feste, eut quinze deniers.
Outre la fête du 27 janvier, on célébrait à Laval, comme au Mans, celle de la Translation de saint Julien ; elle est même mentionnée sous le même titre à deux époques de l'année : le 24 juillet, suivant l'usage qui a persévéré dans le diocèse, et une seconde fois au mois d'avril. Toutes ces fêtes avaient vigile et messe solennelle. 
Ces cérémonies pieuses se passent dans un hospice où sont recueillis des malades et des enfants pauvres ou orphelins ; aussi venait-on honorer le
saint patron non seulement par des prières, mais par d'abondantes aumônes en argent et en nature. Le tronc de Saint-Julien donnait ce jour-là autant que dans tout le reste de l'année. En 1435, on est en pleine guerre anglaise, tellement que le 6 octobre la paour fust du siège et dura par cinq ou six jours ; malgré ces alarmes, le culte du saint Apôtre n'est pas négligé et les fidèles n'oublient pas d'apporter leurs offrandes. Les dons en nature comme beurre, laine, graisse, viande, etc., étaient surtout considérables, et, pour les recevoir, on mettait dans l'église un grant nombre de pots de terre, buyes, gedes. L'empressement était tel pour venir à l'offerte ou pour vénérer les reliques que dix ou douze personnes avaient charge de garder les autieulx.
Toute fête a son côté de réjouissance, et nous savons, par le compte détaillé du receveur, qu'il en était ainsi à l'hôpital, ce qu'il en coûtait pour la table et ce que l'on y servait. Quelques jours à l'avance, les serviteurs de « l'houstel » se rendaient en Louverné, à la ferme de l'Aumône qui appartenait à l'hospice et où il avait garenne deffensable pour prendre des connins. Le chapelain s'accordait quelquefois avec ses
amis ce plaisir innocent de la chasse. Mais ce n'était là qu'une partie du menu d'un festin servi abondamment aux invités et aux pensionnaires de l'asile, et pour lequel il fallait plusieurs veaux et moutons, six boisseaux de froment, et d'autres menues provisions. Les Religieux,n'étaient pas oubliés non plus ; en 1480, par exemple, Monseigneur le maistre donna une pension aux beaux pères de saint François qui, d'ailleurs, étaient fréquemment appelés à donner les secours de leur ministère pour la confession et pour la prédication à la Maison-Dieu.
Si les offrandes étaient plus abondantes aux jours des trois fêtes de saint Julien, elles ne manquaient à aucune époque de l'année et s'ajoutaient, comme un appoint considérable, aux rentes et aux fermages de l'hôpital. Les processions, qui venaient fréquemment de la ville ou des paroisses, étaient une autre forme du culte rendu à l'Apôtre du Maine. Le chapitre de Saint-Tugal s'y transportait plusieurs fois par an ; du 3 au 14 juin 1481, les processions de Bonchamp, d'Argentré, de Grenoux, de Saint-Berthevin sont également signalées.
Les dévots serviteurs de saint Julien participaient, en visitant son église, à des faveurs spéciales que le maître administrateur n'oubliait pas de faire renouveler en temps voulu. Ainsi, en l'année 1451, il est accordé deux écus et six sols au Père Dehede (?), lequel fist la diligence de l'impétration des pardons de cyens (accordés) par Monseigneur le Cardinal de Touteville (d'Estouville), Legat. Le 29 mai 1458, on donna encore dix sols, pour frais de chancellerie, au secrétaire et sceleur de Monseigneur du Mans, pour la lettre du pardon que mondit Seigneur donna cyens …

## Époque contemporaine
Elle est reconstruite à la fin du XIXe siècle avec un monument imaginé par l'architecte Léopold Ridel (1852-1910), elle est achevée en 1899. Le Centre hospitalier est propriétaire de la chapelle depuis 1987.[réf. obsolète]

## Source partielle
- Mémorial de la Mayenne, Godbert, Laval, 1845, p. 232-238 ;
- Abbé Angot, La fête de Saint-Julien à Laval au XVe siècle, dans La Semaine du Fidèle, t. XXV [29 janvier 1887], p. 225-230 ; reproduit dans La Semaine religieuse du diocèse de Laval, t. XVIII [1886-1887], p. 267-269.